# Epicypta flavipennis
Epicypta flavipennis är en tvåvingeart som först beskrevs av Frederick Askew Skuse 1890.  Epicypta flavipennis ingår i släktet Epicypta och familjen svampmyggor. Inga underarter finns listade i Catalogue of Life.